# Josep Guardiet i Pujol
Josep Guardiet i Pujol (Manlleu, 21 de juny de 1879 - Barcelona, 3 d'agost de 1936) fou un sacerdot català assassinat al començament de la Guerra Civil espanyola. És considerat màrtir per l'Església Catòlica i venerat com a beat.

## Biografia
Va estudiar al seminari de Vic i es va doctorar en teologia a la universitat pontifícia de Tarragona. Va ser rector de les parròquies d'Ullastret, Olesa de Montserrat, de la Santíssima Trinitat de Sabadell (1905-1912) i de l'església del Pi de Barcelona. Finalment, el 1916 va ser nomenat rector de l'església de Sant Pere de Rubí del 1916 al 1936, ciutat on va tenir una forta activitat i influència, creant l'Esbart Dansaire de Rubí el 1923, l'Escola Montserrat, el concurs de pessebres, el casal popular, el diari catòlic Endavant i cultura femenina.
El 20 de juliol del 1936, al principi de la guerra civil espanyola, uns milicians li van demanar les claus per a cremar l'església, ell els les va donar i li van permetre retirar el Santíssim, que són les hòsties de dins del sagrari. L'endemà dos milicians de 17 anys el van detenir quan estava en una reunió amb joves i el van portar al calabós local, on hi havia una vintena de veïns més. La matinada del 3 d'agost, milicians anarquistes de Barcelona se'l van endur al Pi Bessó de la carretera de l'Arrabassada, on el van afusellar. Morí amb fama de santedat. Les seves restes foren sebollides a Sant Pere de Rubí.

## Llegat
El 1942 es va recollir una part dels seus pensaments en el llibret de 19 pàgines Primera serie de frases y anécdotas del Reverendo Doctor Josep Guardiet i Pujol, Párroco de Rubí, 3 de Agosto de 1942, Sexto aniversario de su martirio
Se li ha dedicat un carrer a Manlleu i una plaça a Rubí. El 20 de desembre de 1955 Sabadell li dedicà un carrer.
El 5 de juliol del 2013 el Papa Francesc firmà un decret on afirma que morí màrtir. Fou beatificat el 13 d'octubre del 2013 a la Beatificació de Tarragona.